# 제퍼슨시티
제퍼슨시(영어: Jefferson City 제퍼슨시티[*])는 미국 미주리주 중부에 있는 미주리 주의 주도이고, 코울군의 군청 소재지이다. 지명은 3대 대통령 토머스 제퍼슨의 이름을 딴 것이다.
주 의사당은 도시의 다운타운 지역을 내려다 보고 있다. 그 건물은 하얀 석회암으로 지었고, 미국 국회의사당을 모방한 것이다. 건물의 3층에는 미국의 화가 토머스 하트 벤튼이 그린 미주리의 역사의 유명한 벽화가 있다. 주 의사당 근처에는 프랑스-이탈리아 양식으로 지은 주지사의 저택과 해리 S. 트루먼 주립 사무실 빌딩이 있다. 제퍼슨시티는 링컨 대학교 미주리 캠퍼스의 소재지이다. 주 정부는 제퍼슨시의 가장 큰 고용주이다. 도시의 공업 생산품으로는 자동차 부품, 면봉, 의료품과 변압기 등을 포함한다.
제퍼슨시는 1826년에 미주리 주의 주도가 되었다. 1830년대에는 증기선과 역마차를 위한 정지점이 된 후에 번창하였다.

## 인구
| 인구조사              | 인구   | Note  | %±    |
| --------------------- | ------ | ----- | ----- |
| 1860년                | 3,082  |       | —     |
| 1870년                | 4,420  |       | 43.4% |
| 1880년                | 5,271  |       | 19.3% |
| 1890년                | 6,742  |       | 27.9% |
| 1900년                | 9,664  |       | 43.3% |
| 1910년                | 11,850 |       | 22.6% |
| 1920년                | 14,490 |       | 22.3% |
| 1930년                | 21,596 |       | 49.0% |
| 1940년                | 24,268 |       | 12.4% |
| 1950년                | 25,099 |       | 3.4%  |
| 1960년                | 28,228 |       | 12.5% |
| 1970년                | 32,407 |       | 14.8% |
| 1980년                | 33,619 |       | 3.7%  |
| 1990년                | 35,481 |       | 5.5%  |
| 2000년                | 39,636 |       | 11.7% |
| 2010년                | 43,079 |       | 8.7%  |
| 2019 (추산)           | 42,708 | [ 1 ] | −0.9% |
| U.S. Decennial Census |        |       |       |

## 기후
| 제퍼슨시의 기후                                                 | 제퍼슨시의 기후 | 제퍼슨시의 기후 | 제퍼슨시의 기후 | 제퍼슨시의 기후 | 제퍼슨시의 기후 | 제퍼슨시의 기후 | 제퍼슨시의 기후 | 제퍼슨시의 기후 | 제퍼슨시의 기후 | 제퍼슨시의 기후 | 제퍼슨시의 기후 | 제퍼슨시의 기후 | 제퍼슨시의 기후 |
| 월                                                              | 1월             | 2월             | 3월             | 4월             | 5월             | 6월             | 7월             | 8월             | 9월             | 10월            | 11월            | 12월            | 연간            |
| --------------------------------------------------------------- | --------------- | --------------- | --------------- | --------------- | --------------- | --------------- | --------------- | --------------- | --------------- | --------------- | --------------- | --------------- | --------------- |
| 역대 최고 기온 °C (°F)                                          | 26 (79)         | 32 (89)         | 36 (97)         | 36 (96)         | 39 (102)        | 42 (107)        | 46 (114)        | 44 (111)        | 42 (107)        | 36 (96)         | 31 (88)         | 26 (79)         | 46 (114)        |
| 일평균 최고 기온 °C (°F)                                        | 4.2 (39.6)      | 7.3 (45.1)      | 13.1 (55.5)     | 19.2 (66.6)     | 24.0 (75.2)     | 28.8 (83.9)     | 31.1 (88.0)     | 30.7 (87.2)     | 26.6 (79.9)     | 20.3 (68.5)     | 12.8 (55.1)     | 6.7 (44.0)      | 18.7 (65.7)     |
| 일일 평균 기온 °C (°F)                                          | −0.9 (30.3)     | 1.6 (34.9)      | 7.0 (44.6)      | 12.9 (55.2)     | 18.3 (64.9)     | 23.4 (74.1)     | 25.7 (78.3)     | 24.9 (76.9)     | 20.6 (69.0)     | 14.0 (57.2)     | 7.2 (45.0)      | 1.6 (34.9)      | 13.0 (55.4)     |
| 일평균 최저 기온 °C (°F)                                        | −6.1 (21.0)     | −4.1 (24.7)     | 0.9 (33.7)      | 6.6 (43.8)      | 12.6 (54.6)     | 17.9 (64.3)     | 20.3 (68.6)     | 19.2 (66.6)     | 14.5 (58.1)     | 7.7 (45.8)      | 1.6 (34.8)      | −3.5 (25.7)     | 7.3 (45.1)      |
| 역대 최저 기온 °C (°F)                                          | −31 (−23)       | −32 (−25)       | −27 (−16)       | −11 (13)        | −4 (24)         | 3 (38)          | 6 (42)          | 5 (41)          | −2 (29)         | −10 (14)        | −17 (1)         | −31 (−24)       | −32 (−25)       |
| 평균 강수량 mm (인치)                                           | 56 (2.21)       | 58 (2.30)       | 82 (3.24)       | 121 (4.78)      | 131 (5.17)      | 107 (4.20)      | 110 (4.35)      | 105 (4.13)      | 108 (4.24)      | 87 (3.44)       | 82 (3.24)       | 58 (2.30)       | 1,107 (43.60)   |
| 평균 강설량 cm (인치)                                           | 7.4 (2.9)       | 7.4 (2.9)       | 1.0 (0.4)       | 0.0 (0.0)       | 0.0 (0.0)       | 0.0 (0.0)       | 0.0 (0.0)       | 0.0 (0.0)       | 0.0 (0.0)       | 0.0 (0.0)       | 0.51 (0.2)      | 6.4 (2.5)       | 23 (8.9)        |
| 평균 강수일수 (≥ 0.01 인치)                                     | 7.9             | 7.5             | 11.0            | 11.5            | 12.2            | 9.7             | 8.5             | 8.1             | 7.8             | 9.4             | 8.5             | 8.1             | 110.2           |
| 평균 강설일수 (≥ 0.1 인치)                                      | 1.9             | 1.1             | 0.4             | 0.0             | 0.0             | 0.0             | 0.0             | 0.0             | 0.0             | 0.0             | 0.3             | 1.4             | 5.1             |
| 출처: 미국 해양대기청(평년값: 1991년~2020년, 극값: 1894년~현재) |                 |                 |                 |                 |                 |                 |                 |                 |                 |                 |                 |                 |                 |

## 같이 보기
- 컬럼비아 (미주리주)